# Fierzë (Shkodër)
Fierzë is een plaats en voormalige gemeente in de gemeente (bashkia) Fushë-Arrëz in de prefectuur Shkodër in Albanië. Sinds de gemeentelijke herindeling van 2015 doet Fierzë dienst als deelgemeente en is het een bestuurseenheid zonder verdere bestuurlijke bevoegdheden. De plaats telde bij de census van 2011 1302 inwoners.

## Bevolking

### Religie
In de volkstelling van 2011 was 96,47% van de bevolking lid van de Katholieke Kerk in Albanië. 
| Plaats | Bevolking (2011) | Islam (%) | Katholiek (%)  | Orthodox (%) | Bektashisme (%) |
| ------ | ---------------- | --------- | -------------- | ------------ | --------------- |
| Fierzë | 1.302            | - (-)     | 1.256 (96,47%) | - (-)        | - (-)           |